# أرثر أنستي
أرثر هنري أنستي(بالإنجليزية: Arthur Henry Anstey)‏، الحاصل على رتبة الإمبراطورية البريطانية، هو أسقف من ترينيداد وتوباغو وُلد عام 1873 وتُوفي في 13 نوفمبر 1955.عمل أرثر كأسقف في ترينيداد وتوباغو من عام 1918 حتى عام 1945. وشغل في السنتين الأخيرتين رئيس أساقفة جزر الهند الغربية.
تلقى أرثر تعليمه في مدرسة شارترهاوس وكلية كيبل بأكسفورد. نُصّب بعد تخرجه في عام 1898 وبدأ مسيرته الكنسية في إليسبري وبيندمنستر. وعام 1904، عمل مديرًا لكلية سانت بونيفاس التبشيرية، حتى ترقّى إلى الأسقفية بتزكية من القسيس بروكتور سوابي، أسقف بربادوس.
توجد مدرسة تحمل اسم أنستي في بورت أوف سبين.